# Nowosiółki (sielsowiet Dubrowna)
Nowosiółki (biał. Навасёлкі, Nawasiołki; ros. Новосёлки, Nowosiołki) – wieś na Białorusi, w obwodzie grodzieńskim, w rejonie lidzkim, w sielsowiecie Dubrowna. Z trzech stron (z wyjątkiem północy) graniczy z Lidą.

## Historia
W XIX i w początkach XX w. położone były w Rosji, w guberni wileńskiej, w powiecie lidzkim, w gminie Lida.
W dwudziestoleciu międzywojennym leżały w Polsce, w województwie nowogródzkim, w powiecie lidzkim, w gminie Lida. W 1921 miejscowość liczyła 108 mieszkańców, zamieszkałych w 19 budynkach, w tym 107 Polaków i 1 Białorusina. 107 mieszkańców było wyznania rzymskokatolickiego i 1 prawosławnego.
Po II wojnie światowej w granicach Związku Sowieckiego. Od 1991 w niepodległej Białorusi.